# Bowman, Québec
Bowman är en kommun i provinsen Québec i Kanada. Den ligger i regionen Outaouais, i den sydöstra delen av landet, 60 km norr om huvudstaden Ottawa.